# Jennifer 8
Pour plus de détails, voir Fiche technique et Distribution.
Jennifer 8 ou Jennifer 8: est la prochaine au Québec (titre original : Jennifer Eight) est un film américain réalisé par Bruce Robinson, sorti en 1992.
John Berlin, policier, est muté - à sa demande, de Los Angeles à Eureka, sa petite ville natale. Affecté aux forces locales, il est rapidement chargé d'une affaire mystérieuse : une main coupée a été découverte dans une décharge publique. Le ministère de la Santé a justement signalé la disparition récente d'une pensionnaire d'un institut pour non-voyants. Berlin lance son enquête.

## Synopsis
Un policier de Los Angeles, John Berlin, s'épuise professionnellement après l'effondrement de son mariage. À l'invitation d'un vieil ami et ancien collègue, Freddy Ross, Berlin se rend dans le nord de la Californie, pour un emploi dans la police d'Eureka.
Après avoir trouvé la main coupée d'une femme dans un sac poubelle à la décharge locale, Berlin rouvre le cas d'une femme assassinée non identifiée, surnommée « Jennifer ». L'enquête n'a pas été résolue malgré six mois d'investigations. Berlin remarque un nombre très élevé de cicatrices sur la main, ainsi qu'une usure prononcée du bout des doigts qui, selon lui, provient de la lecture du braille, le poussant à conclure que la victime était aveugle. Il suppose que les deux cas sont liés, et fait de son mieux pour convaincre Freddy Ross et les autres policiers de ses soupçons, mais le sergent John Taylor - son nouveau partenaire - et le chef de la police Citrine refusent de croire que la main trouvée au dépotoir est liée à l'autre cas.
Après avoir consulté ses anciens collègues de Los Angeles, Berlin découvre qu'au cours des quatre années précédentes, six femmes, pour la plupart aveugles, ont été retrouvées mortes ou sont toujours portées disparues, toutes dans un rayon de 300 km autour de San Diego - à l'autre bout de la Californie. Il reste néanmoins convaincu que « Jennifer » a été la 7e victime d'un tueur en série, et que la femme dont la main a été retrouvée au dépotoir est la victime n°8 (« Jennifer 8 »). En enquêtant sur les liens entre les différentes victimes, il rencontre Helena Robertson, une aveugle étudiant la musique, et détermine que la colocataire de celle-ci, Amber, est la huitième victime. Malgré un manque presque total de preuves tangibles, Berlin devient obsédé par l'affaire ; dans le même temps, il tombe amoureux d'Helena, qui ressemble beaucoup à son ex-femme.
Après une attaque envers Helena, Ross accompagne Berlin durant la surveillance de l'institut où Helena habite. Lorsqu'ils voient une lampe de poche briller au même étage que la chambre d'Helena, Berlin accourt et est assommé par le tueur, qui tue ensuite Ross avec le pistolet de Berlin. À son réveil, Berlin est soumis à un interrogatoire exténuant par l'agent spécial du FBI St. Anne. Ce dernier indique clairement à Berlin qu'il le tient pour coupable du meurtre de Ross, mais révèle également par inadvertance des informations qui aident Berlin à conclure que le sergent Taylor est le vrai tueur. Il le dit à St. Anne et Citrine, mais ses déductions se heurtent à l'incrédulité des enquêteurs. Il est arrêté pour le meurtre de Ross, mais est soutenu par la veuve de ce dernier, Margie, qui ne croit pas qu'il soit le tueur de son époux.
Après avoir été libéré sous caution, Berlin retourne à la maison de Margie pour apprendre que cette dernière a ramené Helena à l'institut. Craignant qu'elles ne soient toutes deux en danger, Berlin se précipite à l'institut, mais ne parvient pas à arriver avant Taylor, qui fait irruption et poursuit une femme qu'il croit être Helena à travers le dortoir. La rattrapant finalement, il est supris de découvrir qu'il s'agit de Margie, qui le tue, vengeant son mari et clôturant l'affaire.

## Fiche technique
- Titre français : Jennifer 8
- Titre original : Jennifer Eight
- Titre québécois: Jennifer 8: est la prochaine
- Réalisation : Bruce Robinson
- Scénario : Bruce Robinson
- Photographie : Conrad L. Hall
- Montage : Conrad Buff
- Musique : Christopher Young
- Directeur artistique : William J. Durrell Jr. & John Willett
- Décors : Casey Hallenbeck & Elizabeth Wilcox
- Costumes : Judy L. Ruskin
- Maquillage : Marlene Lipman, Rick Sharp, Marlene Lipman
- Producteurs : David Wimbury, Gary Lucchesi
- Producteurs exécutif : Scott Rudin
- Société de production : Paramount Pictures
- Société de distribution : Paramount Pictures
- Pays d'origine : États-Unis
- Langue : anglais
- Format : Couleur — 35 mm — 1,85:1 — Dolby Stereo
- Genre : Film dramatique, Film policier, Thriller
- Durée : 124 minutes (2 h 4)
- Dates de sortie :
  -  États-Unis : 6 novembre 1992
  -  France : avril 1993 (Festival du film policier de Cognac)

## Distribution
- Andy García (V. F. : Bernard Gabay) : Sgt. John Berlin
- Lance Henriksen (V. F. : Benoît Allemane) : Sgt. Freddy Ross
- Uma Thurman (V. F. : Laurence Crouzet) : Helena Robertson
- Graham Beckel (V. F. : Gilbert Lévy) : John Taylor
- Kathy Baker (V. F. : Nicole Favart) : Margie Ross
- Kevin Conway : Chief Citrine
- John Malkovich (V. F. : Michel Papineschi) : Agent St. Anne
- Michael O'Neill : Angelo Serato
- Bob Gunton (V. F. : Hervé Caradec) : Goodridge
- Perry Lang (en) : Travis
- Nicholas Love : Bisley
- Paul Bates : Venables
- Lenny Von Dohlen : Blattis
- Bryan Larkin : Bobby Rose
- Debbon Ayer : Amanda
- Jonas Quastel : le technicien de laboratoire

## Récompenses et distinctions
- 1993 : Festival du film policier de Cognac (prix)